# Gustav Sack
Pour les articles homonymes, voir Sack (homonymie).
Œuvres principales
Ein verbummelter Student (1917)
Gustav Sack (28 octobre 1885 à Schermbeck  en province de Rhénanie - 15 décembre 1916 en Roumanie) est un poète et écrivain représentant de l’expressionnisme littéraire allemand. Il meurt au Front, pendant la Première Guerre mondiale, en Roumanie.

## Biographie
Gustav Sack naît et grandit à Schermbeck où son père est enseignant. Son parcours est sinueux. Il quitte le lycée pour suivre une formation de pharmacien, revient pourtant à l'école et passe l'Abitur en 1906. Il étudie dans diverses universités, fait son service militaire en 1911, avant, l'année suivante, de retourner vivre chez ses parents. En 1913, il s'installe à Munich, dans l'espoir de faire une carrière d’écrivain. Il y épouse Paula Harbeck, peu avant que la guerre n'éclate.

## Œuvre
Hormis quelques nouvelles, Sack n'a presque rien publié de son vivant. Ses deux romans, Ein verbummelter Student et Ein Namenloser, auxquels il faut ajouter un troisième inachevé, ont été écrits entre 1910 et 1913, mais refusés par nombre de maisons d'édition. Ils sont en partie autobiographiques, comme le montre le titre Ein verbummelter Student, qu'on peut traduire par « un étudiant glandeur ».
Sa veuve parvient à faire publier ses deux romans chez S. Fischer Verlag. Ein verbummelter Student atteint les 20 000 exemplaires en quelques mois. En 1920, Paula Sack édite les « œuvres complètes » en deux volumes.

## Ouvrages
- 1917, Ein verbummelter Student, roman, S. Fischer Verlag
- 1919, Ein Namenloser, roman, S. Fischer Verlag
- 1920, Gesammelten Schriften, deux volumes, S. Fischer Verlag